# Rothenburg ob der Tauber
Rothenburg ob der Tauber – miasto w Niemczech, w kraju związkowym Bawaria (przy granicy z Badenią-Wirtembergią), w rejencji Środkowa Frankonia, w regionie Westmittelfranken, w powiecie Ansbach, siedziba wspólnoty administracyjnej Rothenburg ob der Tauber, chociaż do niej nie należy. Leży w paśmie Frankenhöhe, około 30 km na północny zachód od Ansbachu, nad rzeką Tauber, przy autostradzie A7. Zamieszkuje je około 10,9 tys. mieszkańców.
Najbliżej położone duże miasta: Norymberga 60 km na wschód, Monachium – 170 km na południowy wschód i Stuttgart – 100 km na południowy zachód.

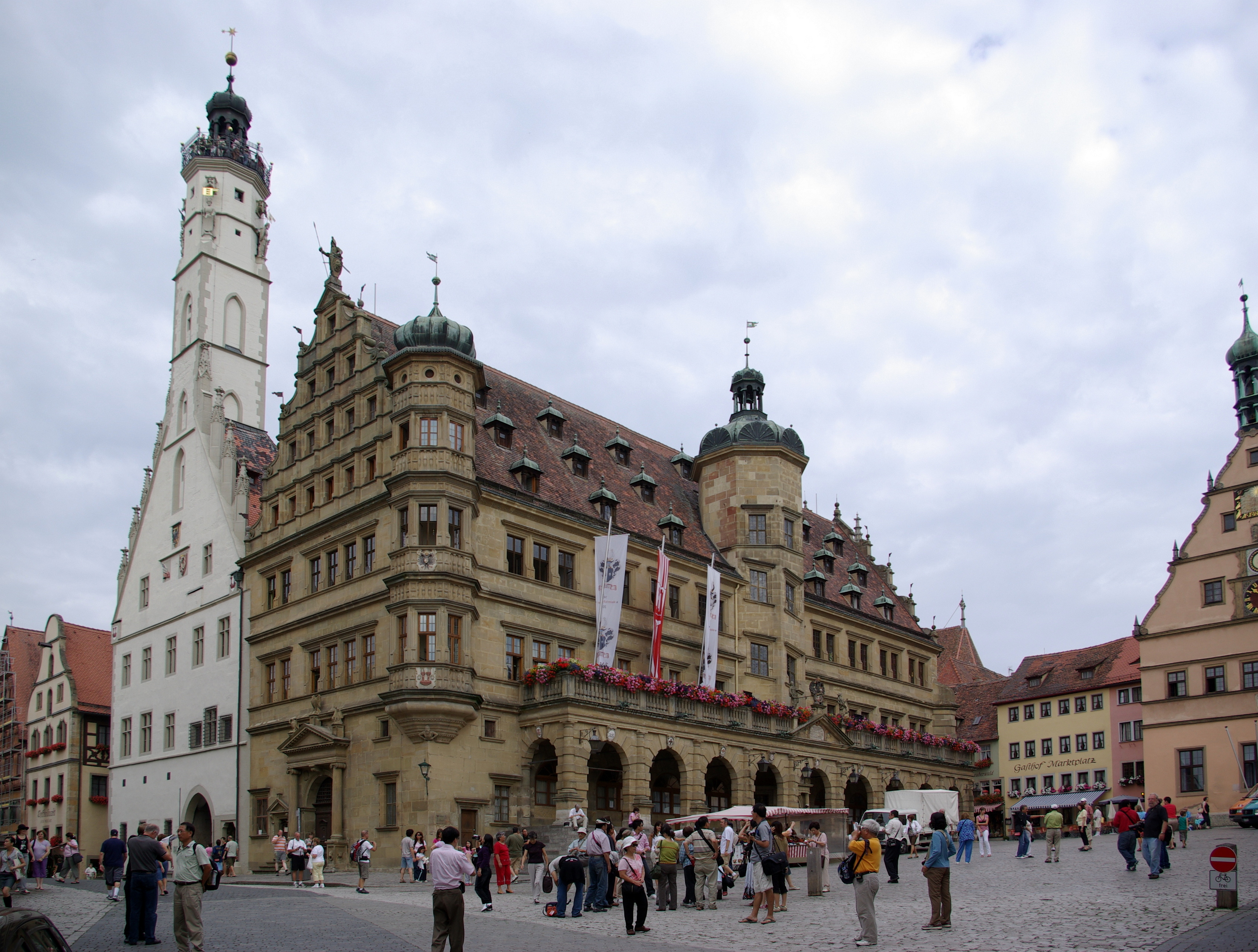
Rynek z ratuszem

W mieście rozwinął się przemysł elektrotechniczny, metalowy oraz włókienniczy.

## Toponimika nazwy
Nazwa Rothenburg ob der Tauber stanowi skróconą wersję Rothenburg oberhalb der Tauber, która w języku polskim oznacza Rothenburg nad Tauber (miasto położone jest na płaskowyżu nad rzeką Tauber). W odniesieniu do samej nazwy Rothenburg, niektórzy wywodzą to słowo z niemieckiego Rot (czerwony) i Burg (średniowieczne warowne miasto).
Nazwa może również odnosić się do słowa rotten (zgnić), procesu obróbki lnu podczas produkcji odzieży, z której w dawnych czasach słynął Rothenburg. Jednakże najwłaściwiej uznać, że miasto zawdzięcza swoje istnienie znanej w Niemczech rodzinie von Rothenburg, których rodzinne powiązania sięgały dworu cesarskiego. Założyli oni, nie licząc Rothenburga ob der Tauber, jeszcze sześć miast, które po dziś dzień noszą nazwę Rot(h)enburg. Cztery z nich znajdują się na terenie Niemiec, jedno w Szwajcarii a jedno w Polsce (Czerwieńsk – dawniej Rothenburg an der Oder).

### Legenda

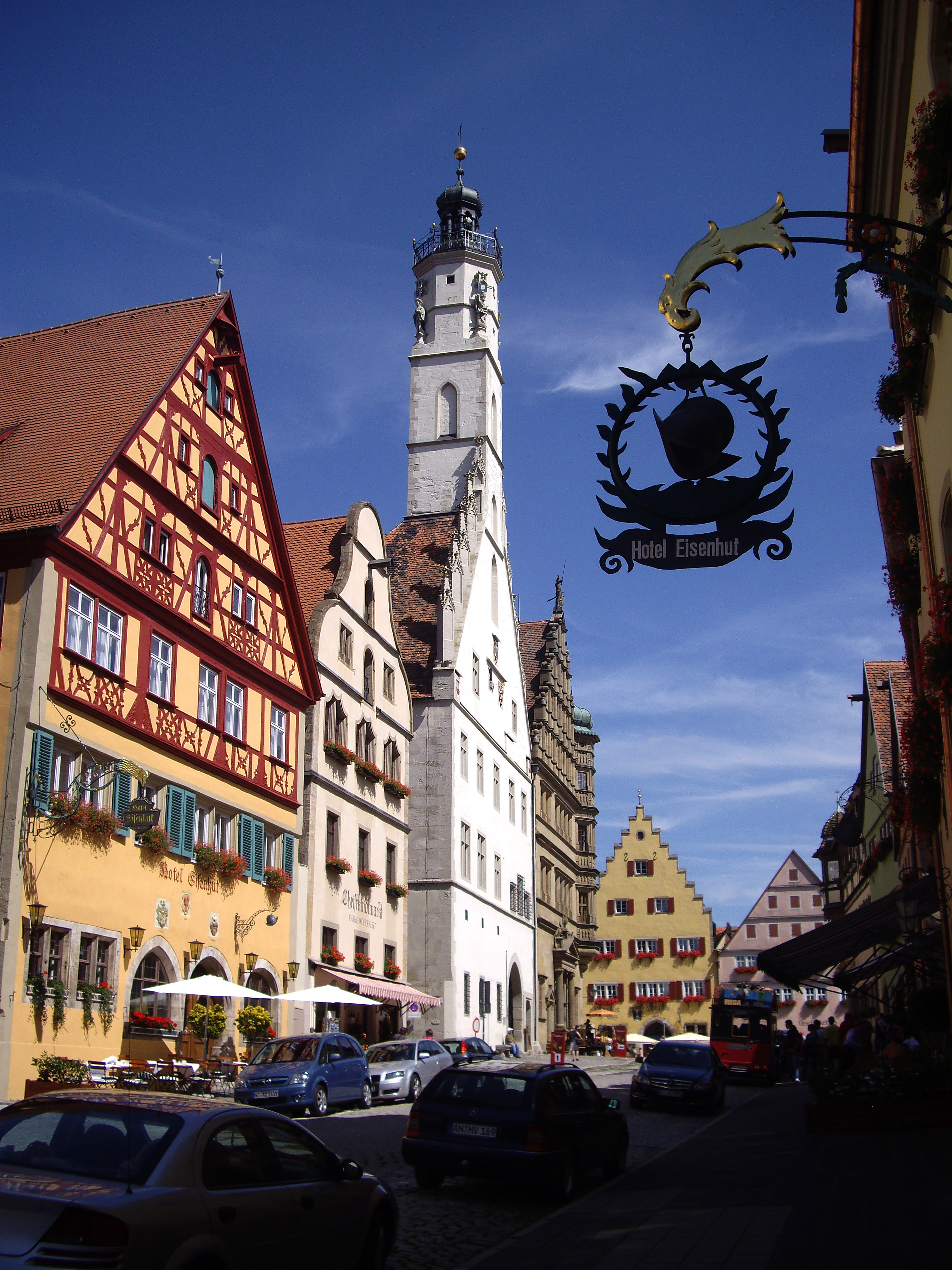
Ulica Herrngasse – widok w kierunku ratusza

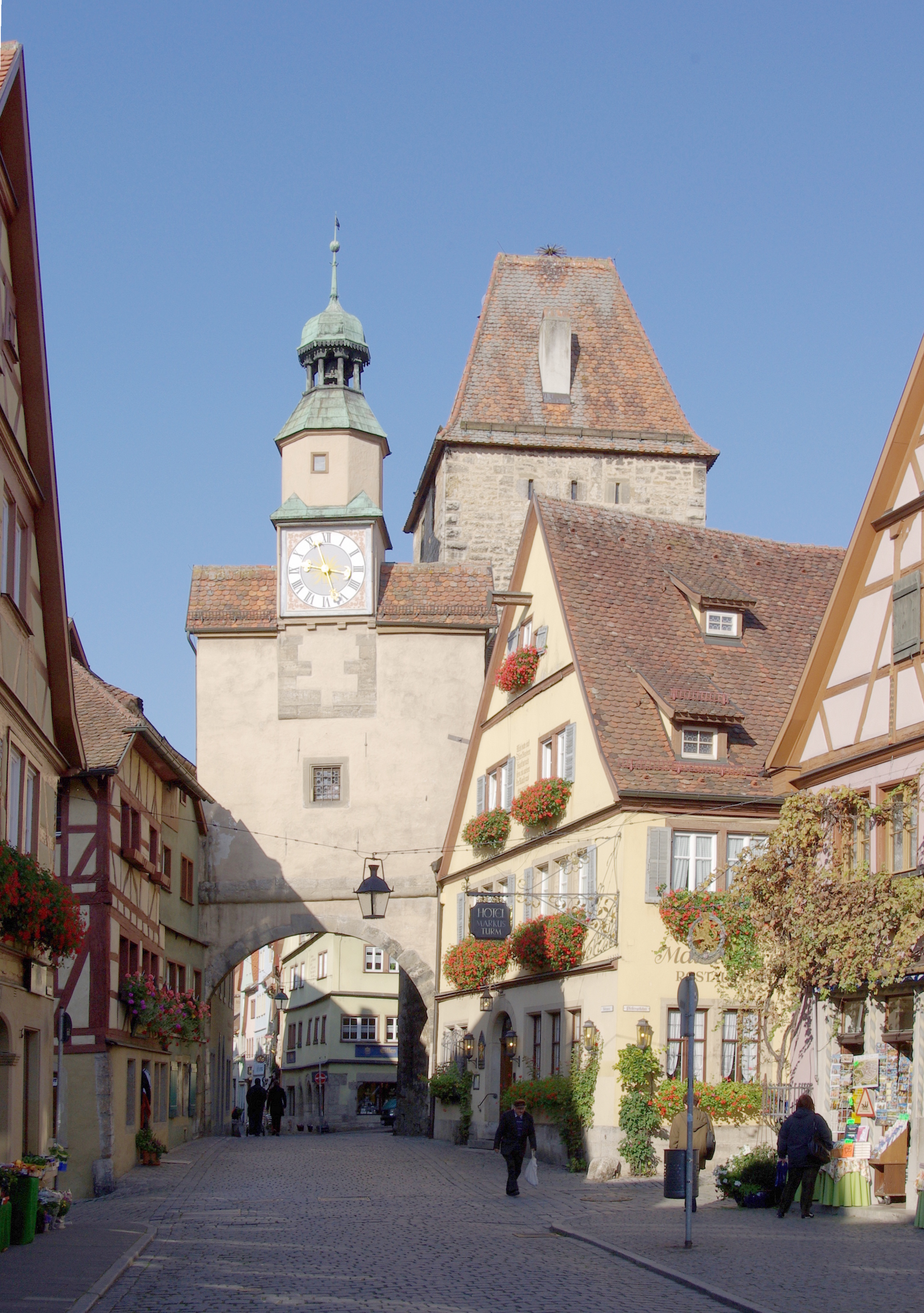
Altstadt

Na głównym placu miasta znajduje się budynek z zegarem, z którym związana jest legenda. Upamiętnia on wydarzenia w 1631, gdy pod murami oblegali miasto żołnierze hrabiego Tilly. Legenda głosi, że na dźwięk mechanicznego skowronka hrabia Tilly miał powiedzieć, iż jeśli ktokolwiek w ciągu trwania tego dźwięku wypije jeden galon wina w jednym ciągu, miasto zostanie ocalone. Burmistrz Nusch przyjął wyzwanie, dzięki czemu miasto nie zostało zrównane z ziemią. Mieszkańcy miasta obchodzą „Święto Ratowania Miasta” każdego roku na Zielone Świątki, podczas których odbywają się liczne festiwale, koncerty i wydarzenia kulturalne.

## Historia

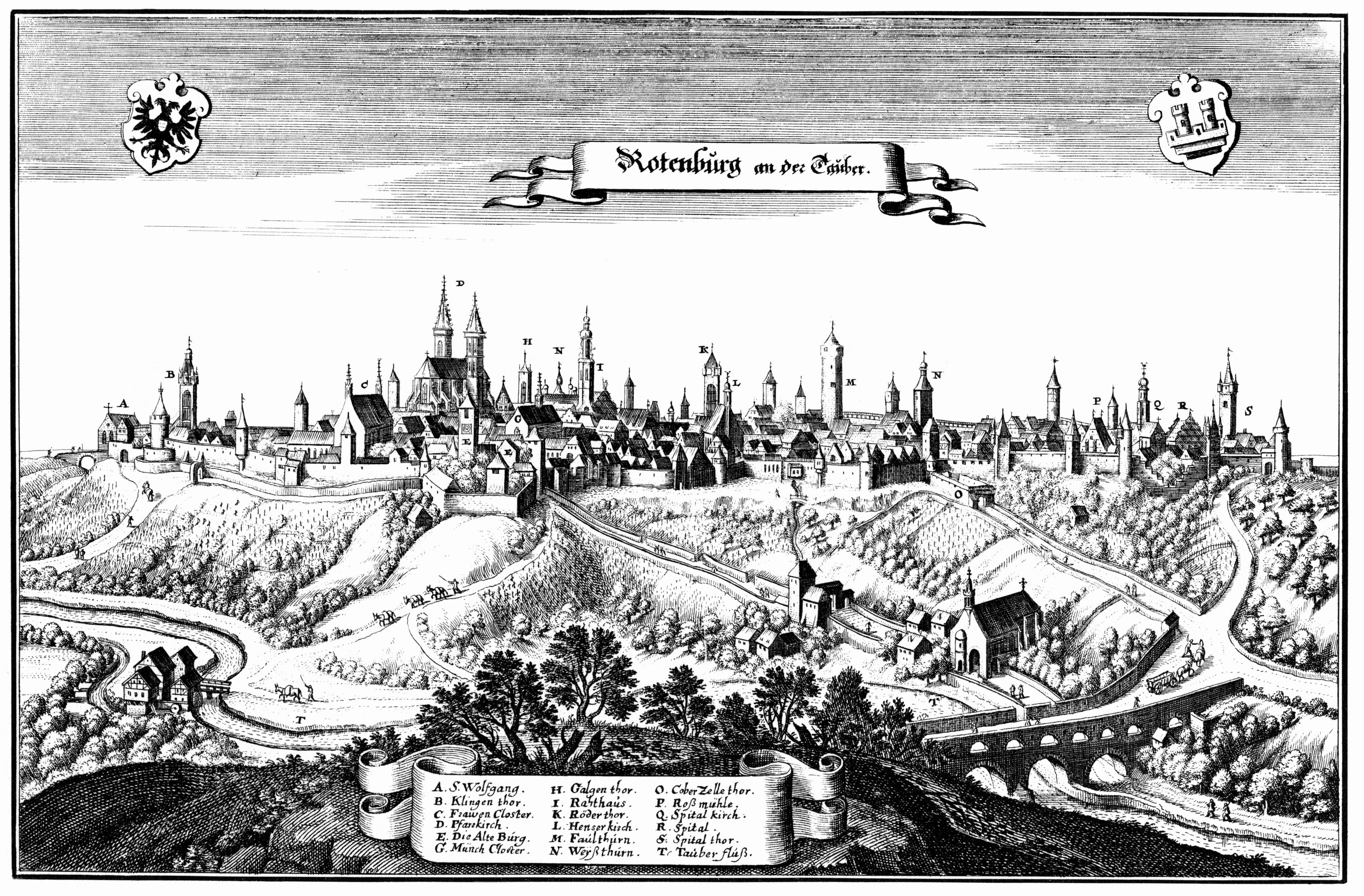
Miasto w 1648 roku

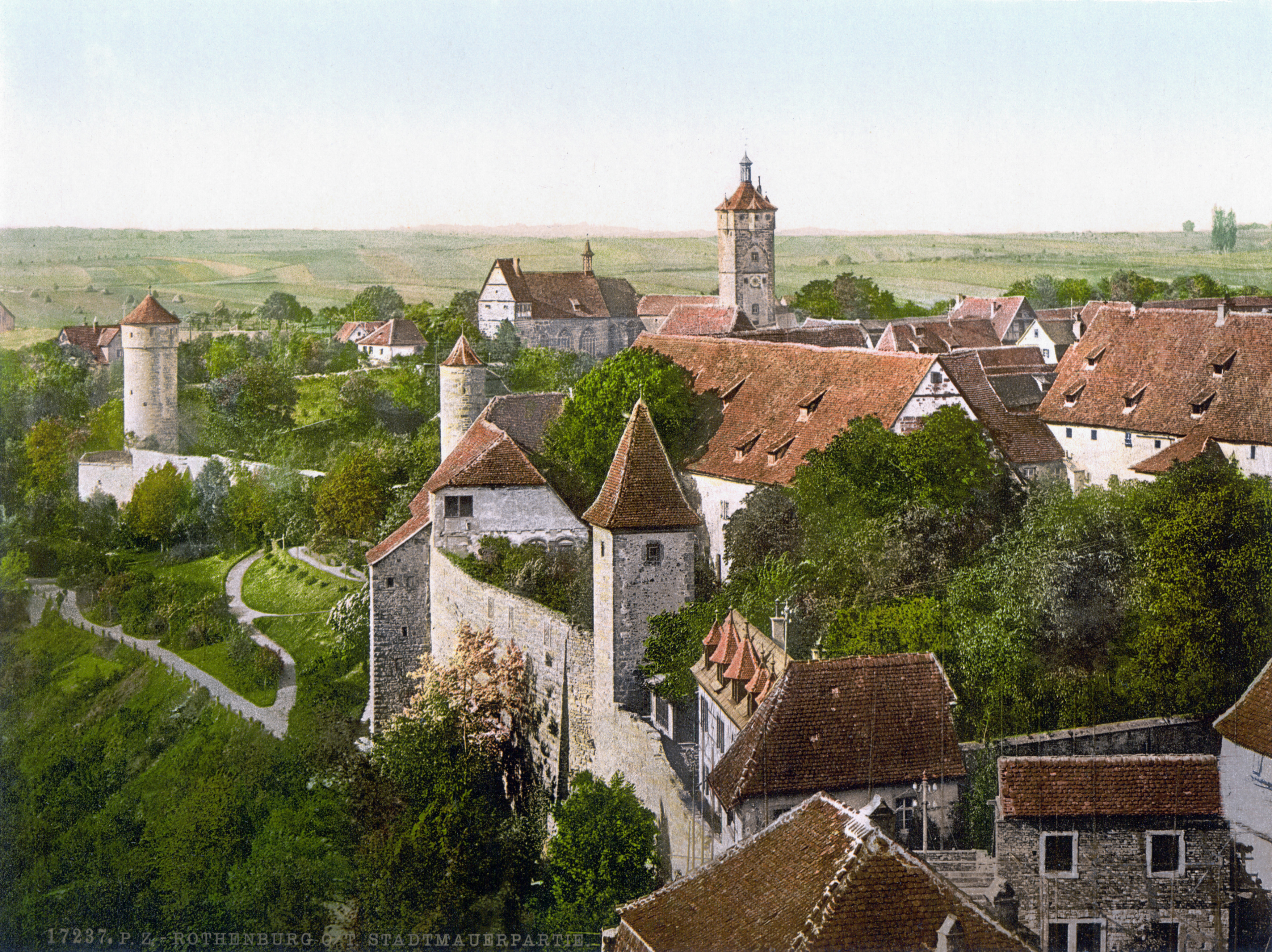
Miasto w 1900 roku

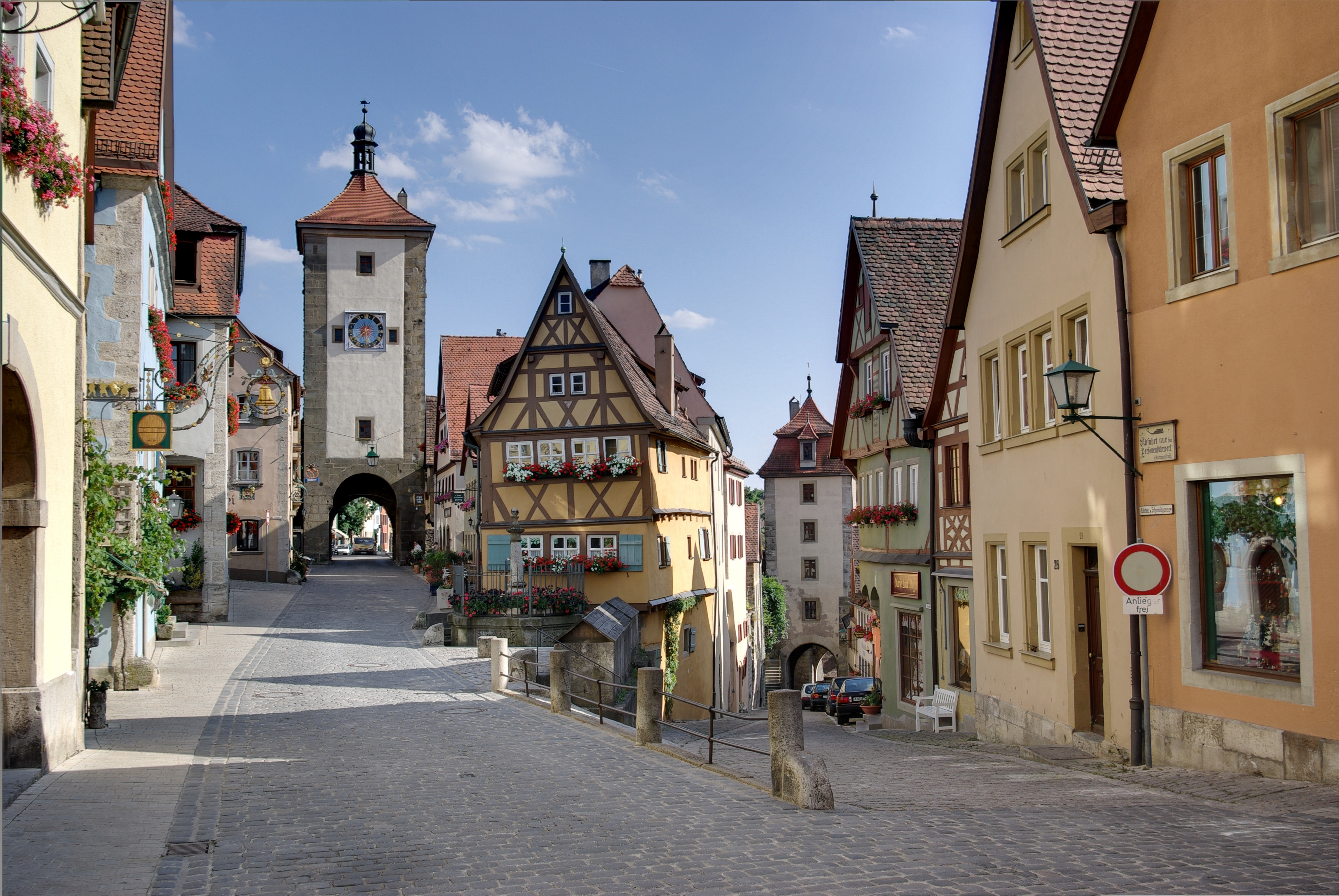
Jedna z wież

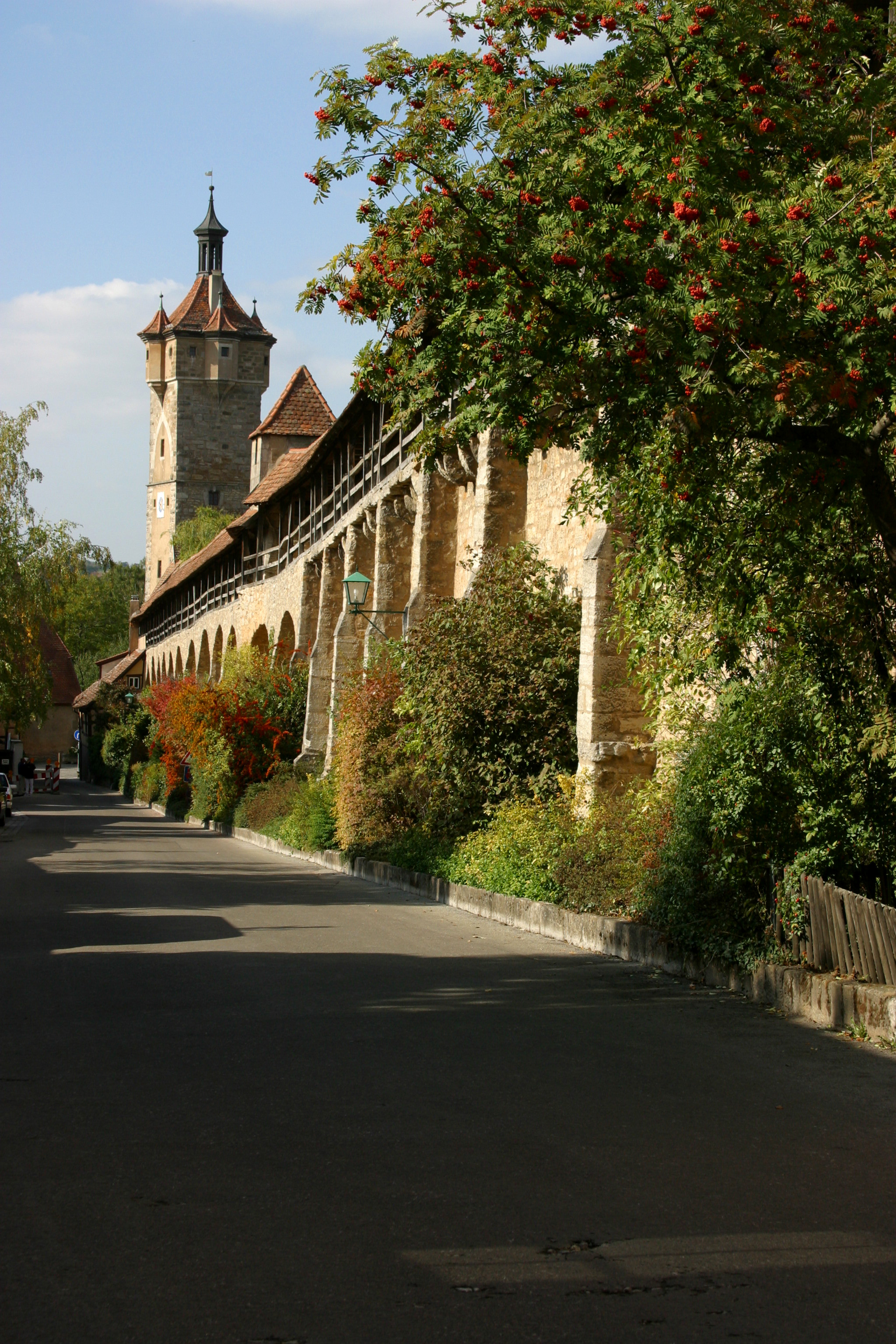
Mury obronne

### Kalendarium
- Przed 950 rozpoczęto budowę systemu obronnego zamku dzięki hrabiemu Comburg-Rothenburg.
- Około 1070 rozbudowano część zamku nad Taubrem, przyłączono miejscowość Gebsattel.
- W 1116 umarł ostatni przedstawiciel z rodu Comburg-Rothenburg, w testamencie wszystkie włości przekazał klasztorowi, jednak cesarz Henryk V wyznaczył swojego siostrzeńca księcia Frankonii Konrada Hohenstaufa jako prawowitego dziedzica zamku i okolic.
- W 1142 Konrad, już jako król niemiecki Konrad III, rozbudował Staufer, zamek z nowymi twierdzami, zmodernizował administrację, zreorganizował kupiectwo, przez co rozwinął się handel
- Przed 1170, dzięki budowie części Staufer, Rothenburg zaczął funkcjonować jako ośrodek miejski.
- 1194–1254 nowi dziedzice rządzą miastem i okolicami Rothenburga, rozbudowano klasztor.
- W 1241/42 wprowadzono podatek dla Żydów rothenburgskich. Szczególnym szacunkiem cieszył się wśród mieszczan rabin Meir Ben Baruch(inne języki) (zm. 1293, pochowany w 1307 w Wormacji), znany prawnik.
- W 1274 Rothenburg otrzymał uprawnienia miasta cesarskiego nadane przez króla Rudolfa Habsburga. W następnych stuleciach nastąpił szybki wzrost gospodarczy miasta, rozwijał się handel i kultura. Mieszczanie wraz z rycerstwem rozbudowali klasztor oraz szpital (1376/78 włączony do murów miejskich).
- W 1336 rozpoczęto budowę kościoła św. Jakuba (St. Jakob), który przyciągał wielu pielgrzymów. W tym czasie miasto było jednym z 20 największych miast Świętego Cesarstwa Rzymskiego. Liczba ludności wynosiła około 5500 osób w obrębie murów miejskich oraz ok. 14 000 w promieniu ok. 240 km.
- Od XV-XVI wieku miasto przeżywało rozkwit, zakładano pracownie drukarskie, rozwijał się handel i rzemiosło, wysokim prestiżem cieszył się rothenburgski patrycjat.
- 30 października 1631 r., podczas wojny trzydziestoletniej, miasto zostało zdobyte przez wojska cesarskie pod dowództwem Johanna von Tilly.
- W 1634 okupujące wojska opuściły Rothenburg zostawiając je złupione i mocno zniszczone.
- Przez niemal cały XVII wiek mieszczanie odbudowywali miasto, odradzały się dawne pracownie, rozwijał się handel.
- Od 1803 miasto stało się częścią Królestwa Bawarii.
- Dzięki artystom w latach osiemdziesiątych XIX wieku Rothenburg został na nowo odkryty. Rajcy stworzyli ustawy zapobiegające poważnym zmianom urbanistycznym w mieście.
- W 1945 r. miasto znalazło się na osi natarcia wojsk amerykańskich. Pracujący w sztabie amerykańskim John Jay McCloy(inne języki), który dobrze znał Rothenburg jeszcze z czasów przedwojennych i zdawał sobie sprawę ze znaczenia dla historii sztuki istniejących w nim zabytków i zgromadzonych dzieł sztuki zdołał przekonać dowództwo do rezygnacji z artyleryjskiego ostrzału faktycznie nie bronionego miasta. Ze względów taktycznych Amerykanie zdecydowali się jedynie na dokonanie nalotu na podmiejski węzeł kolejowy. Piloci bombowców nie trafili jednak w cel: stacja kolejowa nie ucierpiała, za to zbombardowane zostało miasto[2]. Zginęło 39 osób, a 30–40% (według różnych źródeł) miasta uległo destrukcji. Zniszczeniu uległo 306 domów, sześć budynków publicznych oraz 610 metrów średniowiecznego muru. Po 1945 roku podjęto rekonstrukcję i odbudowę miasta w duchu „średniowiecznym”.

Obecnie miasto jest jedną z największych atrakcji turystycznych Bawarii.

## Kultura

### Muzea
- Muzeum Miasta Rzeszy (Reichsstadtmuseum)
- Średniowieczne Muzeum Kryminalne (Mittelalterliches Kriminalmuseum)
- Muzeum Lalek i Zabawek (Puppen- und Spielzeugmuseum)
- Schäfertanzmuseum
- Muzeum Bożonarodzeniowe (Weihnachtsmuseum)
- Dom Rzemieślnika (Handwerkerhaus)
- historyczna piwnica w ratuszu

#### Rothenburska pracownia kartograficzna

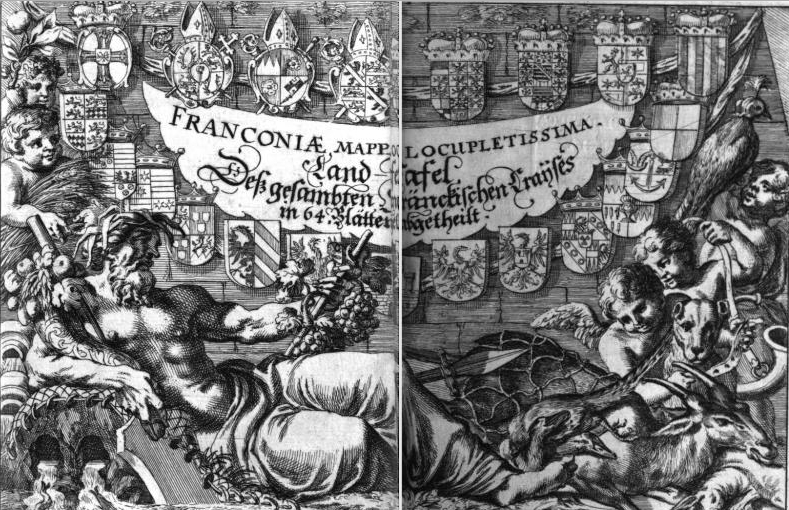
Jedna z kart tytułowych przygotowana w pracowni kartograficznej Jungów

W mieście działała wielopokoleniowa pracownia drukarska, kartograficzna i malarska Jungów. Jej założycielem w 1607 był patrycjusz Johann Georg Jung senior (1583-1641), który w 1625 dostarczył miastu ze swojej pracowni trzy zegary słoneczne oraz rzeźbę orła. Jung zanim został kartografem u swojego ojca Davida Junga (1538-1603) w feuchtwangeńskiej pracowni uczył się malarstwa, inkrustowania oraz cięcia i ozdabiania szkła.
Jung senior posiadał dwóch synów: Johanna Georga Junga juniora, również cenionego kartografa i malarza (1607-1648) oraz bardziej znanego, kartografa, rytownika i malarza, Georga Conrada Junga (1612-1691), współtwórcy pierwszej, kompleksowej mapy dróg lądowych Europy Środkowej. Johann Georg Jung senior w 1633, dzięki książęcej protekcji przygotowywał plany i szkice na potrzeby dworu saksońskiego, jednak dopiero od 1638 senior wraz z Georgiem Conradem zaczął w swojej pracowni kartograficznej pełną produkcję map. W 1639 były to m.in.: plany miasta Würzburga (w skali 1:300 000), natomiast w 1641 pionierskie dzieło Totius Germaniae Novum Itinerarium (w skali 1:485 000), w którym naniesiono wszystkie znane ówcześnie szlaki, drogi i trakty komunikacyjne. Jungowie sporządzili również pierwszy w historii plan Rothenburga. Łącznie w pracowni Jungów sporządzono w tym czasie około trzydziestu różnych dzieł kartograficznych. W 1669 w rothenburskiej pracowni wykonano prace kartograficzne dla prowincji Würzburga.
Wielkim następcą Johanna juniora w pracowni był jego syn Otto Christoph Jung (ur. 28 kwietnia 1647, zm. 15 marca 1721). Ostatnim z XVIII-wiecznych artystów w rodzie był syn Otto Christopha, nadworny malarz Jörg Christoph Jung, który założył własną pracownię w Fuldzie.

## Współpraca
Miejscowości partnerskie:
- Athis-Mons, Francja
- Czerwieńsk, Polska
- Jingjiang, Chiny
- Montagnana, Włochy
- Rotenburg an der Fulda, Hesja
- Rotenburg (Wümme), Dolna Saksonia
- Rothenburg, Szwajcaria
- Rothenburg/O.L., Saksonia
- Suzdal, Rosja
- Telcz, Czechy
- Uchiko, Japonia